# Ludon-Médoc
Ludon-Médoc – miejscowość i gmina we Francji, w regionie Nowa Akwitania, w departamencie Żyronda.
Według danych na rok 1990 gminę zamieszkiwało 2837 osób, a gęstość zaludnienia wynosiła 152 osób/km² (wśród 2290 gmin Akwitanii Ludon-Médoc plasuje się na 152. miejscu pod względem liczby ludności, natomiast pod względem powierzchni na miejscu 589.).